# Маслов, Сергей Александрович
Серге́й Алекса́ндрович Ма́слов (род. 21 марта 1975, Александровское, Ставропольский край, СССР) — советский и российский футболист, нападающий, полузащитник.

## Карьера
Клубная
Футболом начал заниматься в ДЮСШ села Александровское, первый тренер — Иван Фиев. С 7 класса — в ставропольском училище олимпийского резерва. В 1991 году дебютировал в составе «Машука» во Второй низшей лиге СССР. В 1993 году перешёл в ставропольское «Динамо», с которым отыграл два сезона в Высшей лиге. В 1997—2000 годах выступал за «Ростсельмаш». В 1999 году в матче Второго дивизиона «Ростсельмаш-2» — «Иристон» повторил на тот момент рекорд результативности российских первенств в одной игре, забив 8 голов. 2000 год провёл в «Содовике» и азербайджанском клубе «Шафа». В возрасте 25 лет завершил карьеру по состоянию здоровья.
В сборной
За юношескую сборную до 19 лет провёл единственный матч 20 апреля 1993 года против сборной Португалии (1:2), заменив на 51-й минуте Евгения Варламова.
Административная
В 2010—2012 годах работал в ставропольском «Динамо» начальником команды, спортивным и генеральным директором.

## Достижения
- Бронзовый призёр Третьей лиги (2): 1996 (1-я зона), 1997 (2-я зона)

## Личная жизнь
Женат с 1996 года. Супруга Надежда, есть дочь 1997 года рождения.